# Vera (Santa Fe)
Pour les articles homonymes, voir Vera.
Vera est une ville d'Argentine dans la province de Santa Fe ainsi que la capitale du Département de Vera de ladite province.
Elle se trouve à 256 km au nord de Santa Fe, la capitale provinciale.

## Crédit d'auteurs
- (es) Cet article est partiellement ou en totalité issu de l’article de Wikipédia en espagnol intitulé « Vera (Santa Fe) » (voir la liste des auteurs).